# Bhairav
Bhairav is een raga in de Hindoestaanse muziek.
Raga Bhairav hoort bij de Bhairav That. Het is een raga voor de vroege morgen, waarin alle 7 tonen stijgend en dalend gebruikt worden. RE en DHA zijn Komal (verlaagd) en de andere tonen zijn Shuddha ('stam'-tonen). Deze raga heeft daarmee een zeventonige toonladder waarvan de 2e en 6e stamtoon verlaagd zijn.
De afgeleide raga's van deze structuur worden doorgaans gegroepeerd onder het brede begrip Bhairav That.

## Afgeleiden

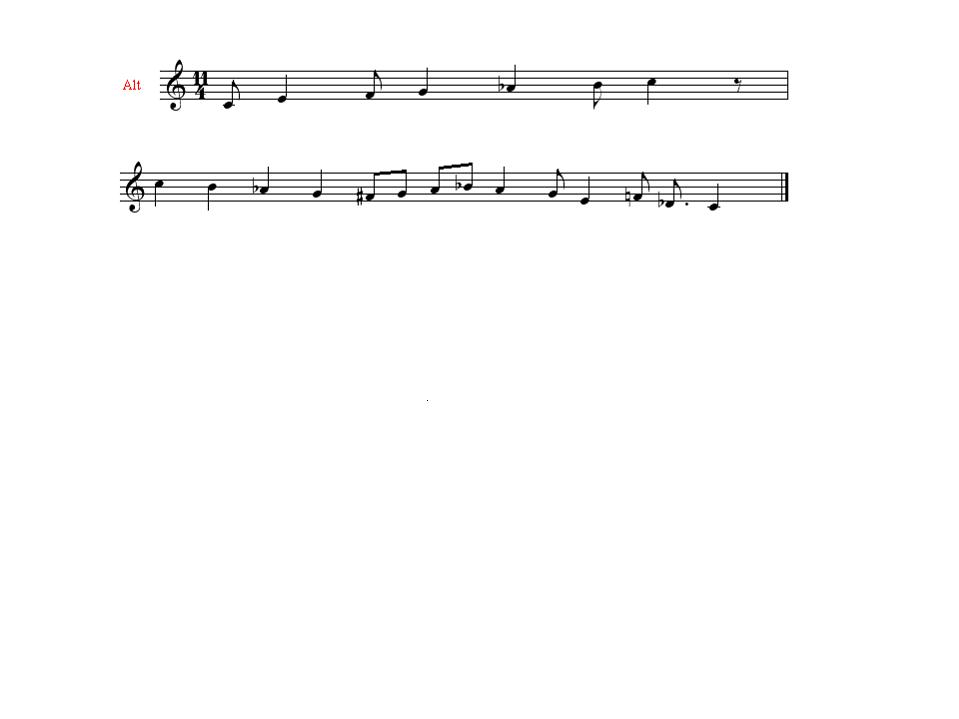
Muziekvoorbeeld van de Ramkali Bhairav

- Nat Bhairav
- Kalingada
- Ahir Bhairav
- Jogia
- Ramkali
- Bhairavi
- Vibhas
- Gauri